# Italië (Epcot)

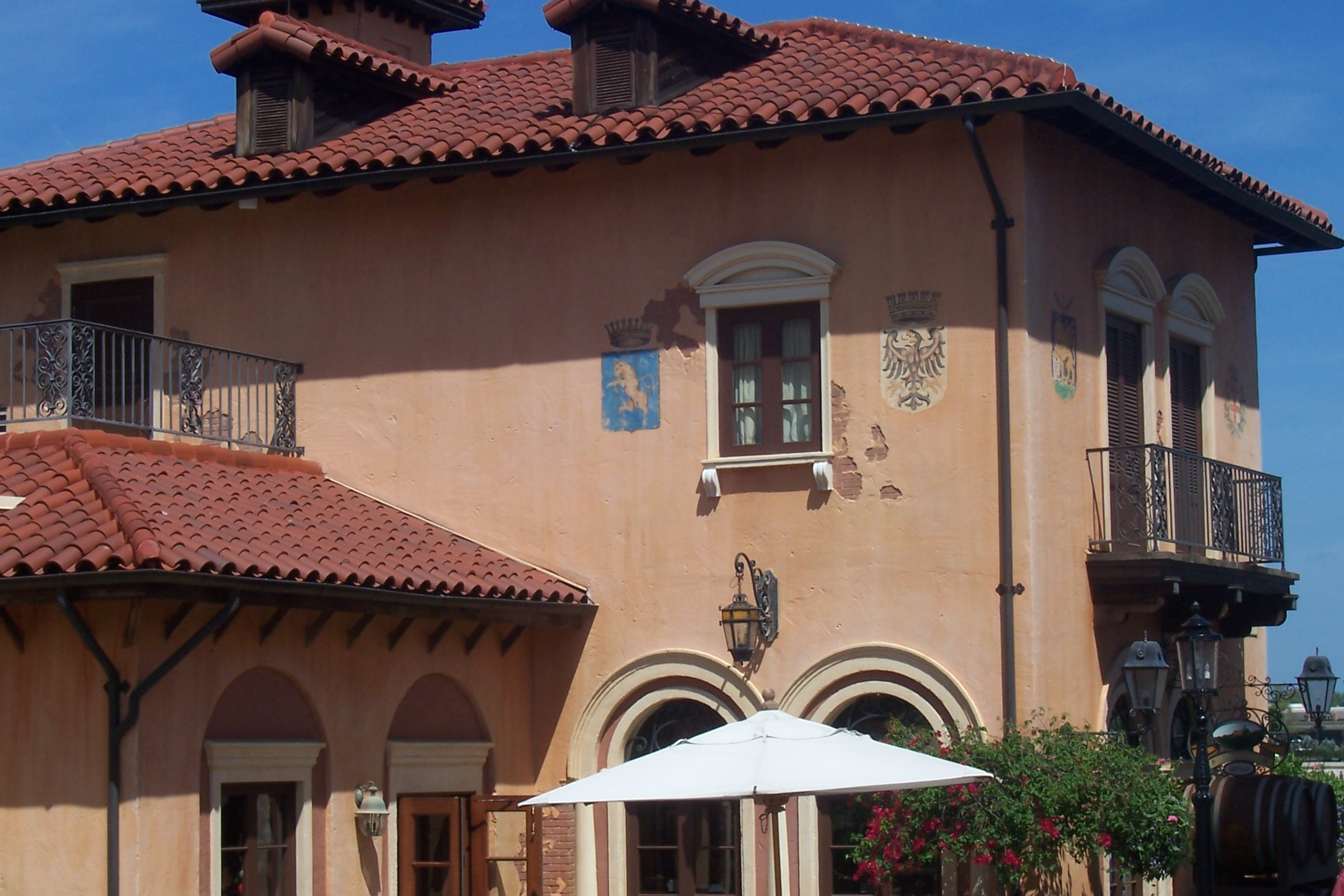
Il Bel Cristallo

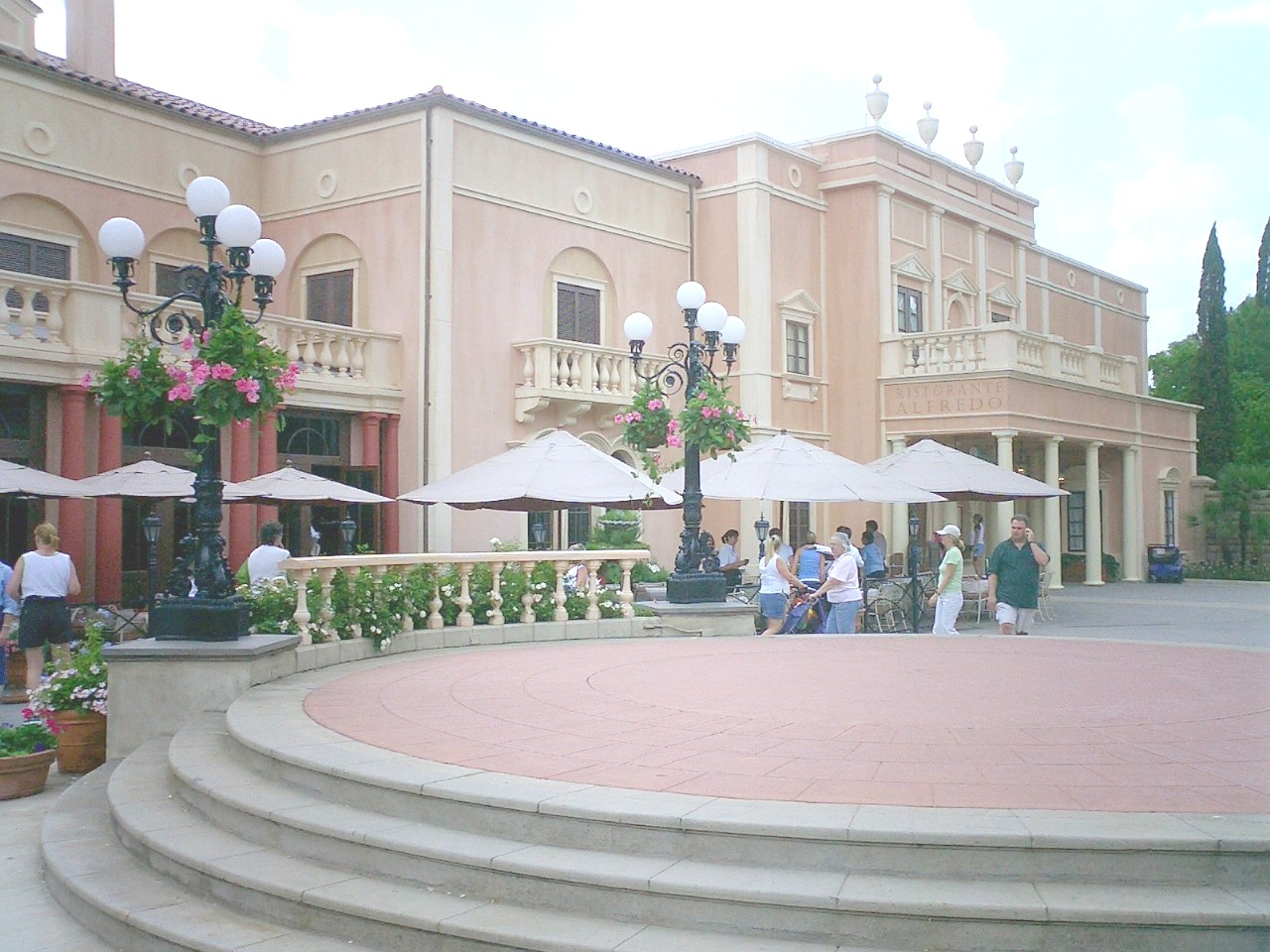
Via Napoli

Het paviljoen van Italië is een onderdeel van de World Showcase in Epcot in het Walt Disney World Resort in Florida en werd geopend op 1 oktober 1972.

## Geschiedenis
De originele plannen voor het paviljoen bevatten meer dan dat er gerealiseerd is. In de tweede fase van de uitbreidingen van het park zouden een darkride met Venetiaanse gondels en een walkthrough langs en door ruïnes uit het oude Rome. Om onnodige kosten echter te vermijden, liet Disney elke attractie voor de tweede fase van de uitbreidingen voor wat ze waren. Ze besloten dat ze alleen gerealiseerd zouden worden als het land van het paviljoen zelf zou sponsoren.
In 2007 werd het restaurant L'Originale Alfredo di Roma Ristorante gesloten om later te openen als Tutto Italia, onderdeel van de Patina Restaurant Group, een Amerikaanse keten van Italiaanse restaurants.
Toen in 2010 het restaurant Via Napoli werd geopend, werd het paviljoen 'voltooid'. Het gebouw voor het restaurant werd ontworpen door de Florentijnse architecten Stefano Nordini en Raffaella Melucci en werd geopend onder de Patina Restaurant Group.

## Beschrijving
Het paviljoen van Italië is min of meer een samenraapsel van verschillende bekende gebouwen uit Italië. Er zijn onder meer de Campanile van Venetië en het Dogepaleis. Het paviljoen laat verschillende Italiaanse bouwstijlen zien, waaronder die van Venetië, Florence en Rome.
In het paviljoen zijn verschillende monumenten te vinden die zijn geïnspireerd op enkele bekende monumenten in Italië. Zo is er de Neptunusfontein te vinden, die geïnspireerd is op de Trevifontein in Rome. Het winkeltje Il Bel Cristallo is geïnspireerd is op het exterieur van de Sixtijnse Kapel. Het winkeltje verkoopt typisch Italiaanse producten zoals snoep en wijn. Ook is er La Bottega Italiana, dat ook Italiaanse producten verkoopt.
In restaurant Tutto Italia worden kleine Italiaanse specialiteiten geserveerd, zoals gebakjes en ambachtelijke mozzarella. Ook is er restaurant Via Napoli, een pizzeria waar pizza's in authentieke steenovens worden gebakken en het water dat wordt gebruikt om pizzadeeg te maken wordt geïmporteerd uit Pennsylvania. De drie steenovens zijn genoemd naar de drie vulkanen in Italië, de Etna, de Vesuvius en de Stromboli, en zijn ook gebeeldhouwd naar de god waarnaar de vulkanen vernoemd zijn. De lange tafel in het midden van het restaurant bestaat uit handbeschilderde tegels, met daarop bezienswaardigheden uit Italië, en is gemaakt in Florence. Andere opmerkelijke dingen in het restaurant zijn de gewelfde plafonds, het geïmporteerde, bruine glaswerk en de overvloed aan ramen die natuurlijke lichtinval bevorderen.
In het paviljoen zijn regelmatig optredens te vinden van muzikanten, clowns en artiesten. Ook lopen er figuren uit de film Pinokkio, een film die zich oorspronkelijk ook afspeelt in Italië.

## Faciliteiten
| - Tutto Italia - Via Napoli - World Showcase Players - Ontmoetingen met figuren uit de film Pinokkio | - Il Bel Cristallo - La Bottega Italiana |

## Trivia
- De werknemers in het paviljoen die in contact komen met de gasten komen oorspronkelijk uit Italië zelf. Disney regelt via haar internationale programma's dat werknemers bij haar paviljoens ook de nationaliteit hebben van dat paviljoen.[1]